# Università statale di Rostov
L'Università statale di Rostov (RGU, in russo Росто́вский госуда́рственный университе́т?, Rostovskij gosudarstvennyj universitet) è un ente di istruzione accademica russo situato a Rostov sul Don.

## Struttura
- Facoltà di biologia e pedologia
- Facoltà di formazione militare
- Facoltà di alta tecnologia
- Facoltà di geologia e geografia
- Facoltà di storia
- Facoltà di matematica, meccanica e tecnologie informatiche
- Facoltà di psicologia
- Facoltà di scienze sociali e politologia
- Facoltà di fisica
- Facoltà di lettere e giornalismo
- Facoltà di filosofia e culturologia
- Facoltà di chimica
- Facoltà di economia
- Facoltà di legge